# Here, My Dear
Here, My Dear (Aquí, mi querida en español) es el decimoquinto álbum de estudio del artista estadounidense Marvin Gaye. Fue lanzado el 15 de diciembre de 1978, por Motown Records. El álbum fue influenciado por la difícil situación de divorcio que pasó Gaye con su primera esposa, la hermana del presidente de Motown y cuñada de Diana Ross, Anna Gordy Gaye.
El álbum obtuvo buenas reseñas y se considera uno de los mejores discos del artista y de la disquera Motown. Sin embargo, en su momento, el álbum fue ignorado, lo que representó un revés para el artista.
En el 2020 obtuvo el puesto no. 493 de los 500 Mejores Álbumes de la Historia de la revista Rolling Stone.

## Antecedentes
Marvin atravesaba por una profunda crisis personal en 1976. Los problemas se remontaban al divorcio entre él y su primera esposa, Anna Gordy, hermana del presidente de Motown, Berry Gordy ocurrido en noviembre de 1975.
Ella alegó diferencias irreconciliables y luego de decretado el divorcio, se condenó a Marvin a pagar la manutención de su hijo en común, Marvin Gaye III. Dentro del proceso de divorcio se supo que Marvin y Anna habían dejado de convivir desde hacía dos años. Anna alegaba también la infidelidad de Marvin, que luego se supo era la convivencia de Gaye con una menor de edad, de quien tenía un hijo. Marvin tenía problemas de autoestima y por 15 años, su esposa le ayudó a lidiar con ellos, convirtiéndose en casi una obsesión para él.
Igualmente, malos hábitos financieros y la renuencia de Gaye de pagar la manutención de su hijo, sumado a que nunca se presentó en la corte, llevaron al proceso a prolongarse por dos años.
Como resultado de la condena, un juez le ordenó a Gaye pagar 600.000 dólares a Gordy. Debido a los problemas de drogadicción de Gaye a la cocaína, la bancarrota en la que estaba sumido, y la existencia de otro hijo del cantante, el juez determinó que el pago de la cuota debería realizarse por medio de las regalías de su próximo disco. A sabiendas de que no recibiría dinero de su nuevo trabajo, Gaye empezó a componer los temas.

## Grabación
Gaye entró en su estudio, Marvin's Room el 24 de marzo de 1977, junto al ingeniero Art Stweart. 
A pesar del interés mínimo de Gaye por grabar el álbum, y de haber deseado terminarlo rápidamente, según dijo el propio artista. las sesiones se prolongaron por un año. Fue terminado el 9 de julio de 1978.

## Recepción
Here, My Dear fue lanzado el 15 de diciembre de 1978. El álbum fue un fracaso en ventas. Fue el primer álbum de Gaye que no alcanzó el millón de copias. Fue catalogado en su momento como muy raro y poco comercial, tanto por consumidores como por críticos. 
Eso enfureció a Gaye, quien se negó a promocionar el disco, haciendo lo propio Motown en 1979.
El tema del álbum también toco fibras en Anna Gordy, quien molesta por la obvia alusión a ella quiso demandar a Gaye, pero se rehusó después.